# 麻荖漏事件

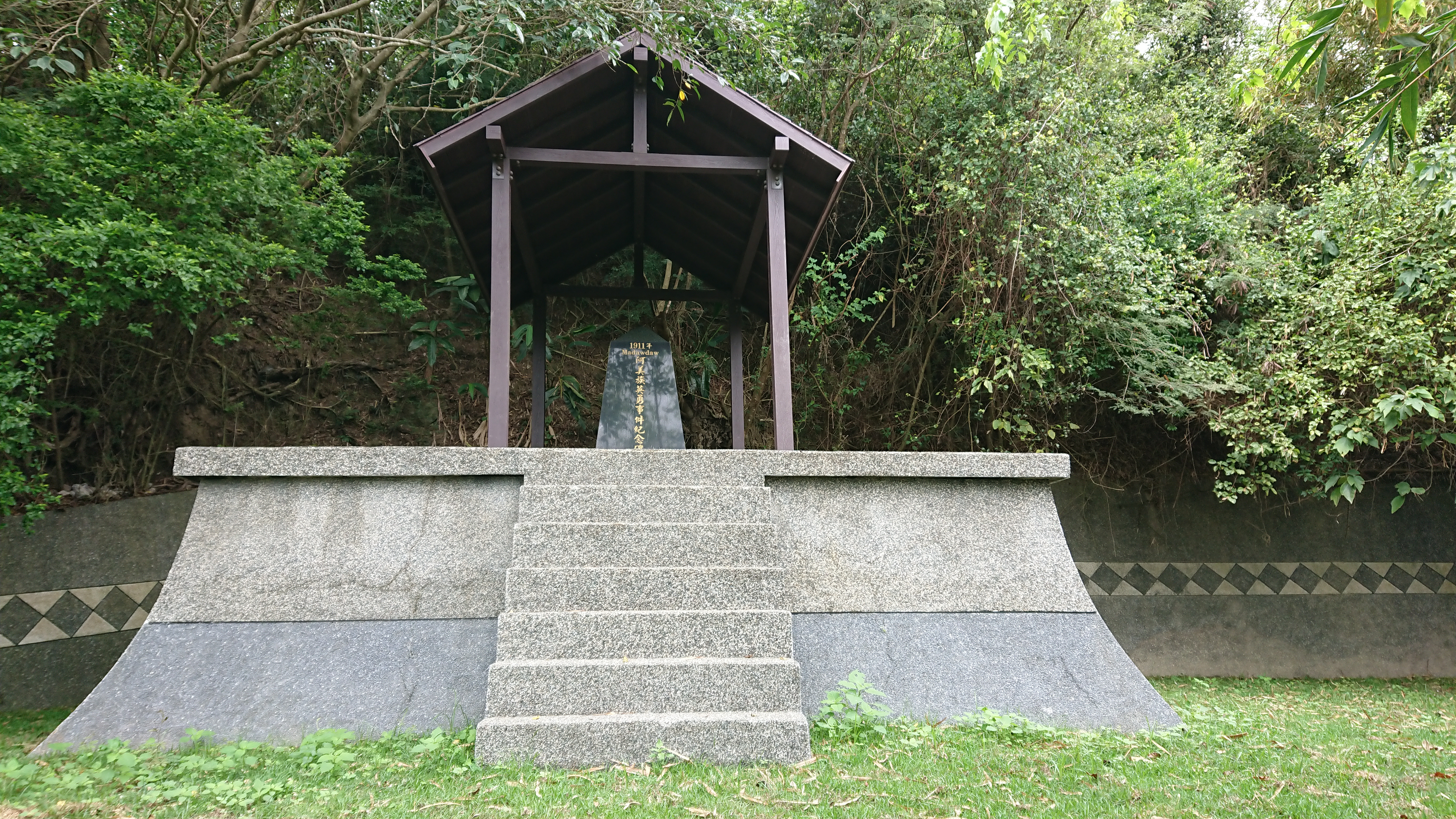
麻荖漏阿美族英勇事件紀念碑

麻荖漏事件（南勢阿美語：Lalood no  Madawdaw），為1911年發生在臺灣臺東廳的阿美族反抗日警事件，台東史上最大規模的抗日事件。日本官方稱為「成廣澳」事件，但阿美族人稱為「麻荖漏事件」。

## 歷史
在日本人開發台灣東部後，認為阿美族人較為溫馴，易為控制，舉凡開鑿道路，鋪設鐵路，均曾調發成廣澳（今臺東縣成功鎮）一帶之阿美族人前往工作，期間阿美族人即曾因不堪勞役而發生反抗事件。明治44年（1911）3月，日人宣示以銀圓作為各戶購買家畜之資金，大量收繳各社阿美族人的武器，此舉改變阿美族人傳統以打獵為主的生產型態，增加族人對於農耕土地的依賴。同年4月，總督府以各社之武器已繳交之由，決定自6月起停撥過去以來一直按月給各社頭目之津貼。同年5月，成廣澳支廳各社頭目在領得當月津貼後，歸途中抱怨被迫繳交武器、力役勞動，群聚提議一起驅逐日人；7月25日因日人再度任意驅使各社頭目修補道路且不滿都歷社副頭目忿言抗爭，怒而撲打副頭目的頭，引發各頭目群起襲殺日警。麻荖漏社知道這個消息之後，在頭目的領導之下起而響應，並與都歷社、叭翁翁等社群集進攻成廣澳支廳，日人據廳舍還擊，相持數小時，最後阿美人圍攻支廳不下，即劫奪日人衣物傢具後退去，據守Kinabuka溪（今富家溪）一帶。日人緊急調集台北廳、宜蘭廳、台中廳與台南廳支援警力經月餘仍無法讓阿美族人屈服，後來在馬蘭社（今馬蘭部落）頭目谷拉斯·馬亨亨勸說之下交出武器才平息事端，此事件前後長達48天。事後，日人為避免激起更大事端，並未擴大追究，但是報復手段則不免，例如放火燒毀麻荖漏社與都歷社房舍，將家畜沒入等等。

## 外部連結
- 臺灣原住民族歷史語言文化大辭典-成廣澳事件[]
- 典藏臺灣-麻荖漏事件紀念竹碑 （页面存档备份，存于）